# Naturschutzgebiet Kerbecker Siepen

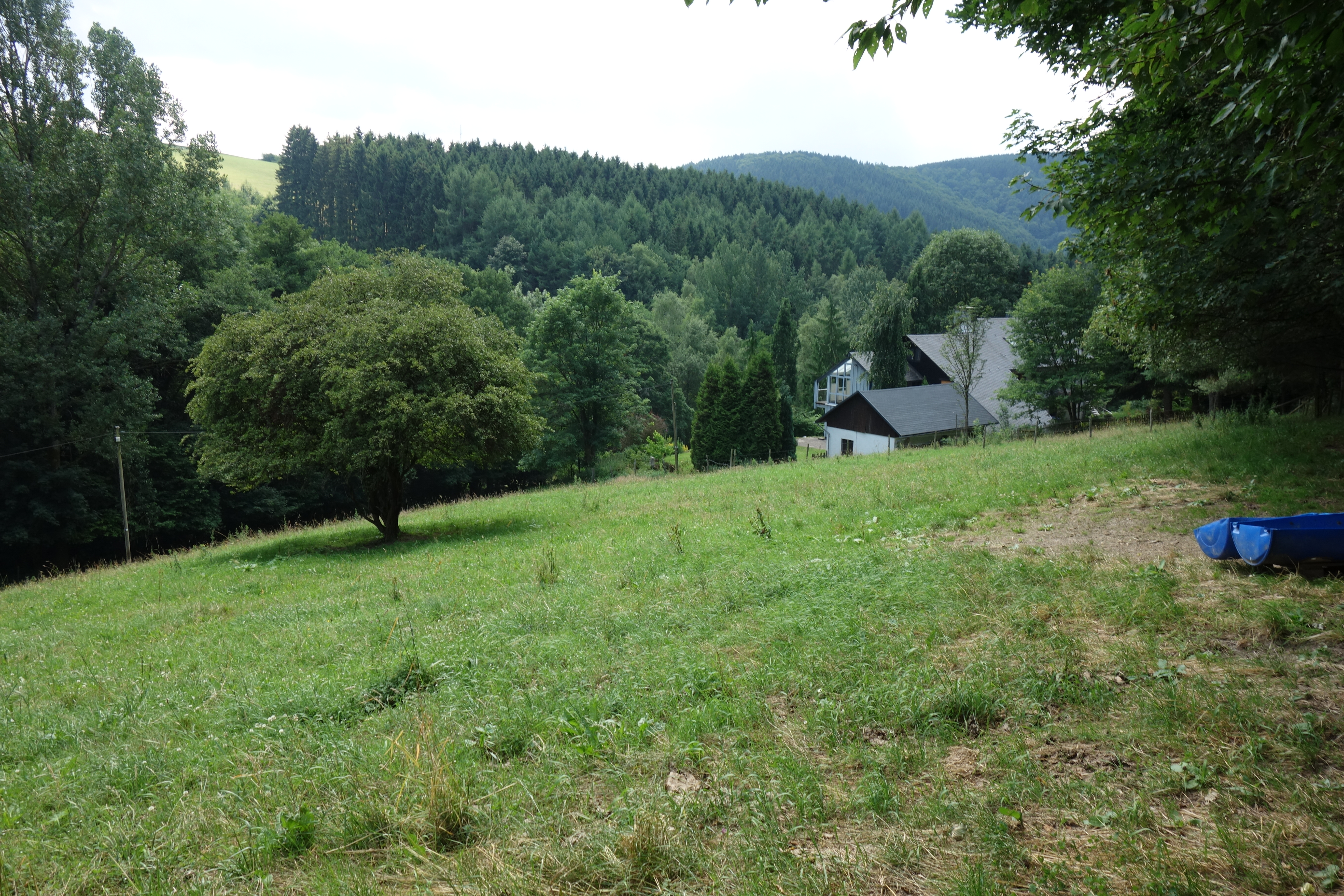
Naturschutzgebiet Kerbecker Siepen

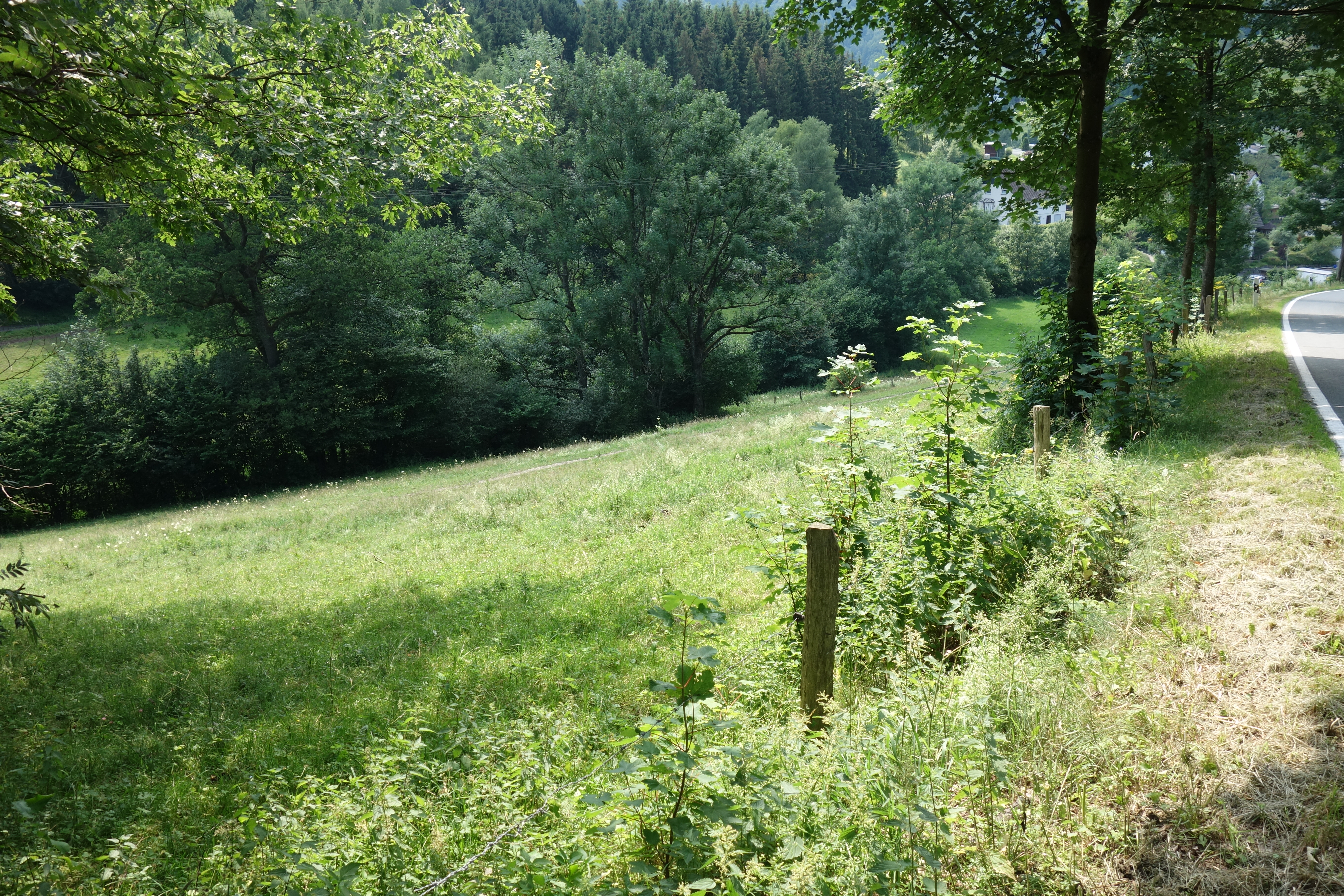
Blick von K 46

Das Naturschutzgebiet Kerbecker Siepen mit einer Größe von 7,8 ha liegt östlich von Elpe im Stadtgebiet von Olsberg im Hochsauerlandkreis. Das Gebiet wurde 2004 mit dem Landschaftsplan Olsberg durch den Hochsauerlandkreis als Naturschutzgebiet (NSG) ausgewiesen. Das NSG geht bis an Dorfrand. Nördlich liegt die Kreisstraße 46.

## Gebietsbeschreibung
Beim NSG handelt es sich um ein Grünlandtal mit Quellbach. Im Grünland gibt es Bereiche mit Feuchtgrünland und Magergrünland.

## Schutzzweck
Im NSG soll der dortige Grünlandbereich geschützt werden. Wie bei allen Naturschutzgebieten in Deutschland wurde in der Schutzausweisung darauf hingewiesen, dass das Gebiet „wegen der Seltenheit, besonderen Eigenart und Schönheit des Gebietes“ zum Naturschutzgebiet wurde.